# Lula (Slowakije)
Lula (Hongaars: Lüle) is een Slowaakse gemeente in de regio Nitra, en maakt deel uit van het district Levice.
Lula telt 194 inwoners.